# Temporada 1988-89 de los Cleveland Cavaliers
La temporada 1988-89 fue la decimonovena de los Cleveland Cavaliers en la NBA. La temporada regular acabó con 57 victorias y 25 derrotas, ocupando el tercer puesto de la conferencia Este, clasificándose para los playoffs, en los que cayó en primera ronda ante Chicago Bulls, repitiéndose ronda, rival y resultado con el año anterior.

## Elecciones en elDraft
| Ronda | Puesto | Jugador         | Posición | Nacionalidad   | Universidad   |
| ----- | ------ | --------------- | -------- | -------------- | ------------- |
| 1     | 22     | Randolph Keys   | Alero    | Estados Unidos | Southern Miss |
| 3     | 64     | Winston Bennett | Alero    | Estados Unidos | Kentucky      |

## Temporada regular
| División Central      | División Central | División Central | División Central | División Central | División Central | División Central | División Central | División Central |
| Equipo                | G                | P                | %                | PD               | Casa             | Fuera            | Div              |                  |
| --------------------- | ---------------- | ---------------- | ---------------- | ---------------- | ---------------- | ---------------- | ---------------- | ---------------- |
| y-Detroit Pistons     | 63               | 19               | .768             | –                | 37–4             | 26–15            | 20–10            |                  |
| x-Cleveland Cavaliers | 57               | 25               | .695             | 6                | 37–4             | 20–21            | 19–11            |                  |
| x-Atlanta Hawks       | 52               | 30               | .634             | 11               | 33–8             | 19–22            | 20–10            |                  |
| x-Milwaukee Bucks     | 49               | 33               | .598             | 14               | 31–10            | 18–23            | 11–19            |                  |
| x-Chicago Bulls       | 47               | 35               | .573             | 16               | 30–11            | 17–24            | 12–18            |                  |
| Indiana Pacers        | 28               | 54               | .341             | 35               | 20–21            | 8–33             | 8–22             |                  |

## Playoffs

### Primera ronda
Cleveland Cavaliers  vs. Chicago Bulls
| Fecha       | Partido                                    | Ciudad    |
| ----------- | ------------------------------------------ | --------- |
| 28 de abril | Cleveland Cavaliers 88, Chicago Bulls 95   | Cleveland |
| 30 de abril | Cleveland Cavaliers 96, Chicago Bulls 88   | Cleveland |
| 3 de mayo   | Chicago Bulls 101, Cleveland Cavaliers 94  | Chicago   |
| 5 de mayo   | Chicago Bulls 105, Cleveland Cavaliers 108 | Chicago   |
| 8 de mayo   | Cleveland Cavaliers 100, Chicago Bulls 101 | Cleveland |
|             | Chicago Bulls gana las series 3-2          |           |

## Estadísticas
| Rk | Jugador           | Edad | P  | PT | MP   | TC  | TCI  | %TC  | T3  | T3I | %T3  | TL  | TLI | %TL  | RO  | RD  | RT  | AS  | RB  | TAP | BP  | FP  | PTS  |
| -- | ----------------- | ---- | -- | -- | ---- | --- | ---- | ---- | --- | --- | ---- | --- | --- | ---- | --- | --- | --- | --- | --- | --- | --- | --- | ---- |
| 1  | Mark Price        | 24   | 75 | 74 | 36.4 | 7.1 | 13.4 | .526 | 1.2 | 2.8 | .441 | 3.5 | 3.9 | .901 | 0.6 | 2.4 | 3.0 | 8.4 | 1.5 | 0.1 | 2.8 | 1.3 | 18.9 |
| 2  | Brad Daugherty    | 23   | 78 | 78 | 36.2 | 7.0 | 13.0 | .538 | 0.0 | 0.0 | .333 | 4.9 | 6.7 | .737 | 2.1 | 7.1 | 9.2 | 3.7 | 0.8 | 0.5 | 2.9 | 2.2 | 18.9 |
| 3  | Ron Harper        | 25   | 82 | 82 | 34.8 | 7.2 | 14.0 | .511 | 0.4 | 1.4 | .250 | 3.9 | 5.2 | .751 | 1.5 | 3.5 | 5.0 | 5.3 | 2.3 | 0.9 | 2.8 | 2.7 | 18.6 |
| 4  | Larry Nance       | 29   | 73 | 72 | 34.6 | 6.8 | 12.6 | .539 | 0.0 | 0.1 | .000 | 3.7 | 4.6 | .799 | 2.1 | 5.8 | 8.0 | 2.2 | 0.8 | 2.8 | 1.6 | 2.5 | 17.2 |
| 5  | Hot Rod Williams  | 26   | 82 | 10 | 25.9 | 4.3 | 8.5  | .509 | 0.0 | 0.0 | .250 | 2.9 | 3.8 | .748 | 2.1 | 3.7 | 5.8 | 1.3 | 0.9 | 1.6 | 1.2 | 2.3 | 11.6 |
| 6  | Mike Sanders      | 28   | 82 | 82 | 25.6 | 4.0 | 8.9  | .453 | 0.0 | 0.1 | .300 | 1.2 | 1.6 | .719 | 1.2 | 2.5 | 3.7 | 1.6 | 1.1 | 0.4 | 1.3 | 2.8 | 9.3  |
| 7  | Craig Ehlo        | 27   | 82 | 4  | 22.8 | 3.0 | 6.4  | .475 | 0.5 | 1.2 | .390 | 0.9 | 1.4 | .607 | 1.2 | 2.4 | 3.6 | 3.2 | 1.3 | 0.2 | 1.4 | 2.0 | 7.4  |
| 8  | Darnell Valentine | 29   | 77 | 4  | 14.1 | 1.8 | 4.1  | .426 | 0.0 | 0.2 | .214 | 1.2 | 1.5 | .813 | 0.3 | 1.1 | 1.3 | 2.3 | 0.7 | 0.1 | 1.1 | 1.1 | 4.8  |
| 9  | Tree Rollins      | 33   | 60 | 2  | 9.7  | 1.0 | 2.3  | .449 | 0.0 | 0.0 | .000 | 0.2 | 0.3 | .632 | 0.6 | 1.7 | 2.3 | 0.3 | 0.2 | 0.6 | 0.4 | 1.5 | 2.3  |
| 10 | Chris Dudley      | 23   | 61 | 2  | 8.9  | 1.2 | 2.8  | .435 | 0.0 | 0.0 | .000 | 0.6 | 1.8 | .364 | 1.2 | 1.4 | 2.6 | 0.3 | 0.1 | 0.4 | 0.7 | 1.3 | 3.0  |
| 11 | Randolph Keys     | 22   | 42 | 0  | 7.9  | 1.8 | 4.1  | .430 | 0.0 | 0.2 | .100 | 0.5 | 0.7 | .690 | 0.5 | 0.8 | 1.3 | 0.5 | 0.3 | 0.1 | 0.5 | 1.2 | 4.0  |
| 12 | Phil Hubbard      | 32   | 31 | 0  | 6.2  | 0.9 | 2.0  | .444 | 0.0 | 0.0 |      | 0.5 | 0.8 | .680 | 0.5 | 0.8 | 1.3 | 0.4 | 0.2 | 0.0 | 0.3 | 0.6 | 2.4  |

## Galardones y récords
| Jugador        | Galardón                                    |
| Mark Price     | 3.er Mejor quinteto de la NBA All-Star      |
| Larry Nance    | Mejor quinteto defensivo de la NBA All-Star |
| Brad Daugherty | All-Star                                    |